# Triosephosphat-Isomerase-Defizienz
Triosephosphat-Isomerase-Defizienz ist eine autosomal rezessiv vererbte Stoffwechselerkrankung ausgelöst durch Mutationen im Gen, das für das Enzym Triosephosphatisomerase (TPI) kodiert. In den meisten Fällen führt sie zum Tod der betroffenen Individuen im Kindesalter, in der Regel treten hämolytische Anämie und schwere neurologische Schädigungen auf.

## Genetik
Es sind mehrere Mutationen bekannt, die zur Krankheit führen. Bekannt sind vor allem die Mutationen Cys41Tyr, Glu104Asp, Gly122Arg und Phe240Leu; wobei Glu104Asp dominiert und auch die einzige Mutation ist, die bisher homozygot aufgetreten ist. Diese Mutation verändert das Dimerisierungsverhalten der TPI.
Interessanterweise gehen alle Patienten, die unter der häufigsten Form  von TPI Defizienz (TPI Glu104Asp) leiden, auf einen einzigen Gründer zurück, der vor mehr als 1000 Jahren im heutigen England oder Frankreich gelebt haben muss. (siehe auch Founder-Effekt)

## Therapie
Zugelassene spezifische Therapien für die Triosephosphat-Isomerase-Defizienz gibt es zurzeit noch keine. An einem Patienten wurde die Enzymersatztherapie mit mäßigem Erfolg getestet.

## Geschichte
Die Erkrankung Triosephosphat-Isomerase-Defizienz wurde erstmals 1965 von Arthur Schneider und seinen Mitarbeitern beschrieben, entdeckt wurde sie bei der intensiven Untersuchung einer Familie mit vererbbarer hämolytischer Anämie.